# 吕尼布尔博奈
吕尼布尔博奈（法語：Lugny-Bourbonnais，法語發音：[lyɲi buʁbɔnɛ]）是法国谢尔省的一个旧市镇，属于圣阿芒蒙龙区。2024年1月1日，吕尼布尔博奈并入市镇奥姆里。

## 地理
吕尼布尔博奈（46°55'54"N, 2°42'18"E）面积5.33 平方千米，位于法国中央-卢瓦尔河谷大区谢尔省，该省份为法国中部省份，北起卢瓦雷省，西接卢瓦-谢尔省和安德尔省，南至克勒兹省，东南接阿列省，东临涅夫勒省。
与吕尼布尔博奈接壤的市镇（或旧市镇、城区）包括：布莱、沙尔利、科尔尼斯、奥姆里、雷蒙。
吕尼布尔博奈的时区为UTC+01:00、UTC+02:00（夏令时）。

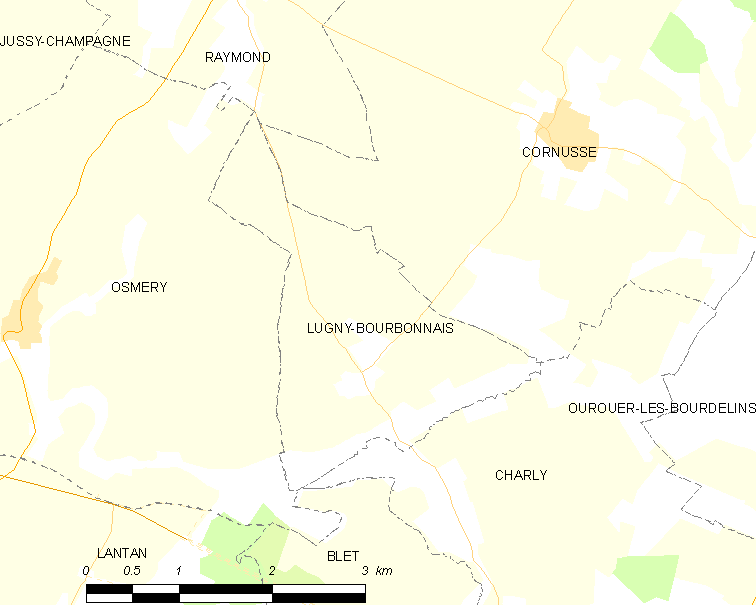
吕尼布尔博奈的OSM定位图

## 行政
吕尼布尔博奈的邮政编码为18350，INSEE市镇编码为18131。

## 政治
吕尼布尔博奈所属的省级选区为欧布瓦河畔拉盖尔什县。

## 人口

1962-2008年间吕尼布尔博奈人口变化图示

吕尼布尔博奈于2021年1月1日时的人口数量为34人。